# Bellkoungou
Bellkoungou est un village du Cameroun situé dans la commune de Kentzou (département de la Kadey, région de l'Est).

## Population
Selon le recensement réalisé en 2005, le village comptait 18 habitants, dont 10 femmes et 8 hommes.